# Melanagromyza leonotidis
Melanagromyza leonotidis este o specie de muște din genul Melanagromyza, familia Agromyzidae, descrisă de Sehgal în anul 1963. Conform Catalogue of Life specia Melanagromyza leonotidis nu are subspecii cunoscute.